# Коростовцевы
Коростовцевы — дворянский род, происходящий из Польши, от рода Хоростовецких, герба Остоя.
Тимофей Хоростовецкий выехал на Украину, где писался Коростовцем и служил при Мазепе. Род Коростовцевых был внесён в I часть родословной книги Екатеринославской  и Полтавской губерний Российской империи.

## Породненные роды
- Рикорды
- Тихоцкие
- Беклемишевы
- Богомольцы